# Guanaguana (paroisse civile)
Pour les articles homonymes, voir Guanaguana.
Guanaguana est l'une des sept divisions territoriales et statistiques dont l'une des six paroisses civiles de la municipalité de Piar dans l'État de Monagas au Venezuela. Sa capitale est Guanaguana.

## Personnalités liées
- Ramón Celestino Velázquez (né en 1972) : militaire et homme politique, ministre de l'Écosocialisme et des Eaux.